# Jean-Louis Viovy
Jean-Louis Viovy est un physicien français actuellement directeur de recherche au CNRS (France). Depuis 1999, il est responsable au sein de l'Institut Curie de l'équipe MMBM (Macromolecules and Microsystems in Biology and Medicine) destinée à la recherche sur les laboratoires sur puce, méthodes bioanalytiques et la médecine translationnelle,.

## Travaux
Il est auteur ou co-auteur de plus de 180 articles scientifiques et 20 brevets, et est membre du conseil de la Chemical and Biological Microsystems Society et du conseil éditorial de Biomicrofluidics. Il est aussi cofondateur de l'entreprise française Fluigent dédiée à la microfluidique, ainsi que du nouvel Institut Pierre-Gilles de Gennes pour la microfluidique (IPGG) situé à Paris.

## Distinctions
Jean-Louis Viovy a reçu :
- la médaille de bronze du CNRS en 1983 ;
- le prix Polymère de la Société française de physique en 1996 ;
- le prix Philip Morris Scientific en 1996 ;
- deux prix Oséo à la création d'entreprises innovantes en 2004 et 2005[7].